# Leptusa frontalis
Leptusa frontalis är en skalbaggsart som först beskrevs av Thomas Casey 1893.  Leptusa frontalis ingår i släktet Leptusa och familjen kortvingar. Inga underarter finns listade i Catalogue of Life.